# Pseudodoliops griseus
Pseudodoliops griseus là một loài bọ cánh cứng trong họ Cerambycidae.